# ЗИЛ-131
ЗИЛ-131 — советский и российский среднетоннажный грузовой автомобиль повышенной проходимости, производившийся на Московском автомобильном заводе имени Лихачёва, основная модель. Пришёл на смену грузовику ЗИЛ-157, хотя выпускались они вместе ещё 28 лет.

## История
В 1960 году предлагался автомобиль с более высокой проходимостью, четырёхосный ЗИЛ-132, но в серию он не пошёл.
Автомобиль ЗИЛ-131 выпускался с 1966 года, в апреле 1974 года он получил Государственный знак качества СССР.
В 1986 году появился модернизированный вариант — ЗИЛ-131Н. Модернизированный вариант выпускался как с карбюраторным двигателем (ЗИЛ-131Н), так и с различными дизельными двигателями (ЗИЛ-131Н1 и ЗИЛ-131Н2). Модернизированный бензиновый двигатель ЗИЛ-508.10 отличался увеличенной степенью сжатия, позволяющей эксплуатировать автомобиль на более высокооктановом топливе А-76 и АИ-93, винтовыми впускными каналами в ГБЦ.
Производство ЗИЛ-131Н в Москве было прекращено в 1994 году в связи с началом выпуска ЗИЛ-4334, но на Уральском автомоторном заводе производство ЗИЛ-131Н продолжалось до 2002 года. Затем его сменил ЗИЛ-433420, а также полный аналог ЗИЛ-131Н под маркой АМУР-531320, в том числе и с дизельным двигателем.
Часть выпущенных ЗИЛ-131 была поставлена в вооружённые силы СССР и армии союзных и дружественных СССР государств. Повышение мировых цен на нефть и нефтепродукты увеличило заинтересованность эксплуатантов в модернизации автопарка ЗИЛ-131 (с установкой на них дизельных двигателей). В 1972—1975 годах в СССР был разработан первый прототип ЗИЛ-131 с дизельным двигателем, в 1978—1985 годах были разработаны и проходили испытания опытные ЗИЛ-131М с многотопливным двигателем ЗИЛ-6451 (но в связи с разработкой дизельного ЗИЛ-4334 от их серийного производства отказались). В 2001 году Уральский автомоторный завод сообщил о намерении освоить серийное производство дизельных двигателей для ремоторизации ранее выпущенных ЗИЛ-131 и начал выпуск предназначенных для этой цели дизельных двигателей ЗИЛ-0550. Вооружённые силы Кубы начали ремоторизацию ЗИЛ-131 с заменой штатного двигателя на мотор ММЗ Д-245 производства Минского моторного завода. В 2014 году было принято решение о модернизации армейских грузовиков ЗИЛ-131 вооружённых сил Молдавии и в 2015 году был модернизирован один из ЗИЛ-131 зенитно-ракетного полка молдавской армии (с заменой штатного двигателя на новый дизельный двигатель «Mercedes» производства ФРГ). В декабре 2016 года для вооружённых сил Украины был изготовлен и направлен на испытания ремоторизованный грузовик ЗИЛ-131 (с дизельным двигателем Deutz BF 4M 2012C мощностью 140 л. с. и 6-ступенчатой коробкой переключения передач EATON FSO5206B).
Генерал-майор ФСБ РФ Рогозин, в то время заместитель начальника Службы безопасности Президента РФ, назвал его: «ЗИЛ-131 — это „боевая машина пехоты“ на дороге».

## Описание и технические характеристики
- Снаряжённая масса:
  - без лебёдки — 6135 кг
  - с лебёдкой — 6375 кг
- Полная масса:
  - без лебёдки — 10 185 кг
  - с лебёдкой — 10 425 кг(11925 кг - c кунгом)
- Грузоподъёмность:
  - по грунту — 3500 кг
  - по дорогам с твёрдым покрытием — 5000 кг
- Допустимая масса прицепа:
  - по дорогам с твёрдым покрытием — 6500 кг
  - по грунту — 4000 кг
- Запас хода — 630 км
- Радиус разворота — 10,8 м
- Тормозной путь со скорости 50 км/ч — 29 м

Кузов — деревянная платформа с откидным задним бортом, в решётках боковых бортов предусмотрены откидные скамейки на 16 посадочных мест, имеется дополнительная средняя съёмная скамейка на 8 мест, кузов накрывается тентом на устанавливаемые дуги. В отличие от ЗИЛ-157, на ЗИЛ-131 установлен V-образный 8-цилиндровый двигатель мощностью 150 л. с., унифицированный с двигателем автомобиля ЗИЛ-130, гидроусилитель рулевого управления, был применён электропневматический привод включения переднего моста. Передний мост можно включить тумблером на панели приборов, а при включении рычагом понижающей передачи в раздаточной коробке от установленного в механизме выключателя принудительно включался пневмопривод включения переднего моста. В КПП на 2-й и 4-й передаче имеются замки, предотвращающие самопроизвольное выключение передачи, например при торможении двигателем на спуске. Была применена бесконтактная система зажигания с электронным коммутатором, более мощный автомобильный генератор переменного тока. На случай выхода из строя электронного коммутатора имеется аварийный генератор импульсов.

## Модификации
Для ЗИЛ-131 (ЗИЛ-131Н) существовали основные варианты машины (с лебёдкой и без неё):
- ЗИЛ-131 — базовая модель.
- ЗИЛ-131А — автомобиль с неэкранированным негерметичным электрооборудованием (с 1986 года производился как ЗИЛ-131НА).
- ЗИЛ-131В — седельный тягач (с 1986 года — ЗИЛ-131НВ). Некоторые армейские тягачи ЗИЛ-131В, предназначенные главным образом для зенитно-ракетных войск в качестве тягачей для транспортировки ракет, имели двигатели повышенной мощности ЗИЛ-375 рабочим объёмом 6,96 л.
- ЗИЛ-137-137Б (10 × 10) — полноприводный автопоезд, состоявший из седельного тягача ЗИЛ-131 и двухосного десятитонного полуприцепа с активными осями ЗИЛ-137Б. Серийно не выпускался. Также тягач выпускался на Брянском автозаводе под маркой БАЗ-6009.
- ЗИЛ-131С, ЗИЛ-131НС, ЗИЛ-131АС, ЗИЛ-131НАС и ЗИЛ-131НВС — модификации для северных регионов.

## Машины на базе
Большой объём в производстве занимало шасси для монтажа различного специального оборудования.
На шасси ЗИЛ-131 выпускались топливозаправщики АТЗ-3,4-131, АТЗ-4,4-131, АТЗ-4-131, маслозаправщики МЗ-131, автоцистерны АЦ-4,0-131, АЦ-4,3-131 и масса других.
Специально для армейских вариантов мастерских и лабораторий были разработаны стандартные кузова-фургоны КУНГ К-131 и КМ-131. Также некоторые спецавтомобили на базе ЗИЛ-131 имеют полную массу свыше официально разрешённой: например, аэродромный передвижной агрегат АПА-50М имеет массу 10950 кг, АПА-35-2В — 11370 кг.
Основное отличие ЗИЛ-131Н от других ЗИЛов — это возможность установки на нём бурильно-крановой установки (БКМ-313) с глубиной бурения 3 м. Также имеется ЗИЛ-131НА с установкой БКМ-313, у которого глубина бурения 5 м.
На базе тягача БАЗ-6009 выпускался комплекс «ТОЧКА-У» и хлебопекарный блок АХБ-2,5 (АХБ-60091).
Известны случаи изготовления бронемашин на шасси ЗИЛ-131 (так, весной 2014 года российская фирма «Интралл» разработала и построила на шасси ЗИЛ-131 бронеавтомобиль «Колун», помимо бронекорпуса оснащённый новым дизельным двигателем мощностью 136 л. с., который было предложено выпускать в Новоуральске), ещё один броневик на шасси ЗИЛ-131 (вооружённый 23-мм зенитной установкой ЗУ-23-2) был построен в Ираке.

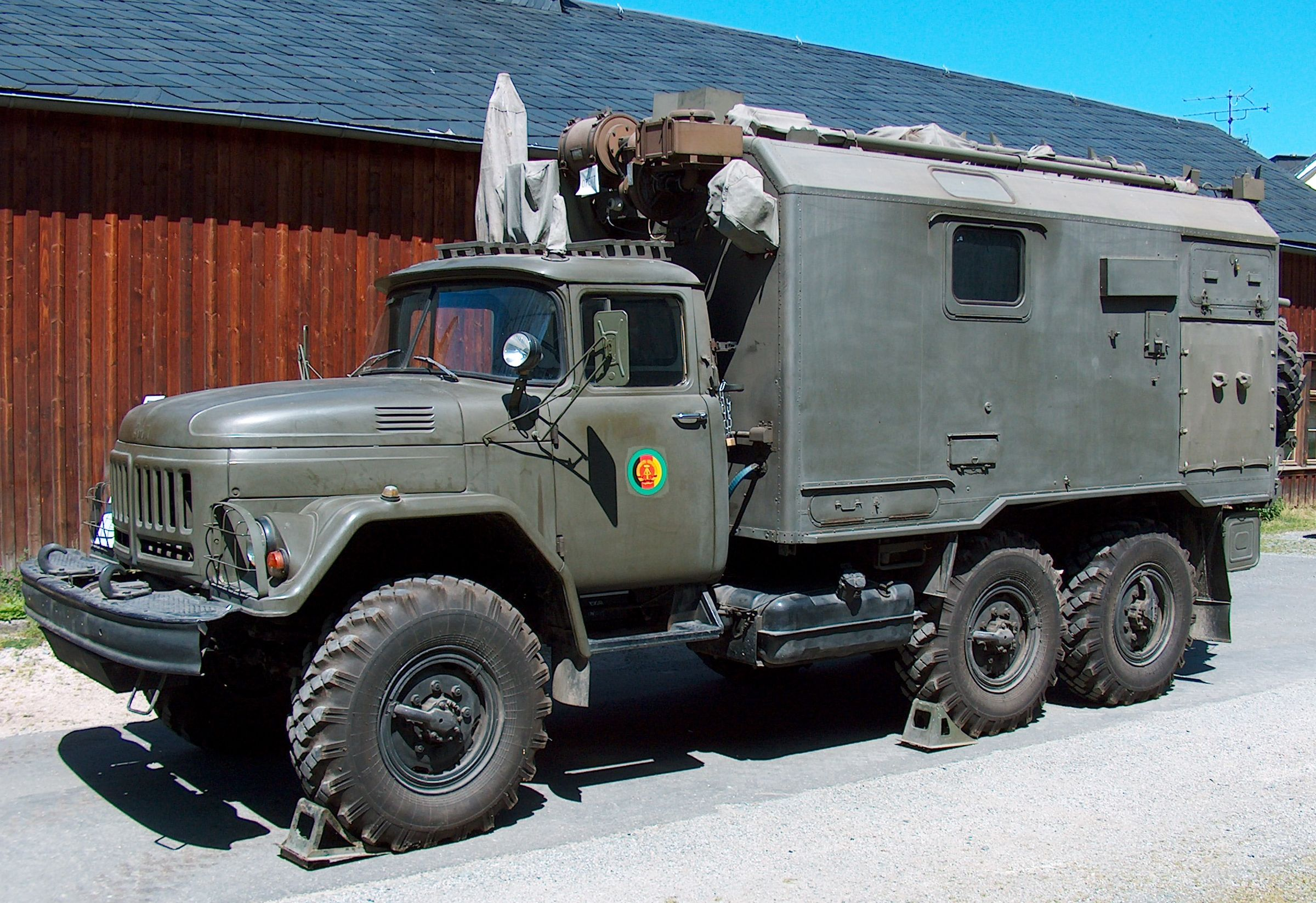
Специализированный автомобиль пограничных войск ГДР на шасси ЗИЛ-131
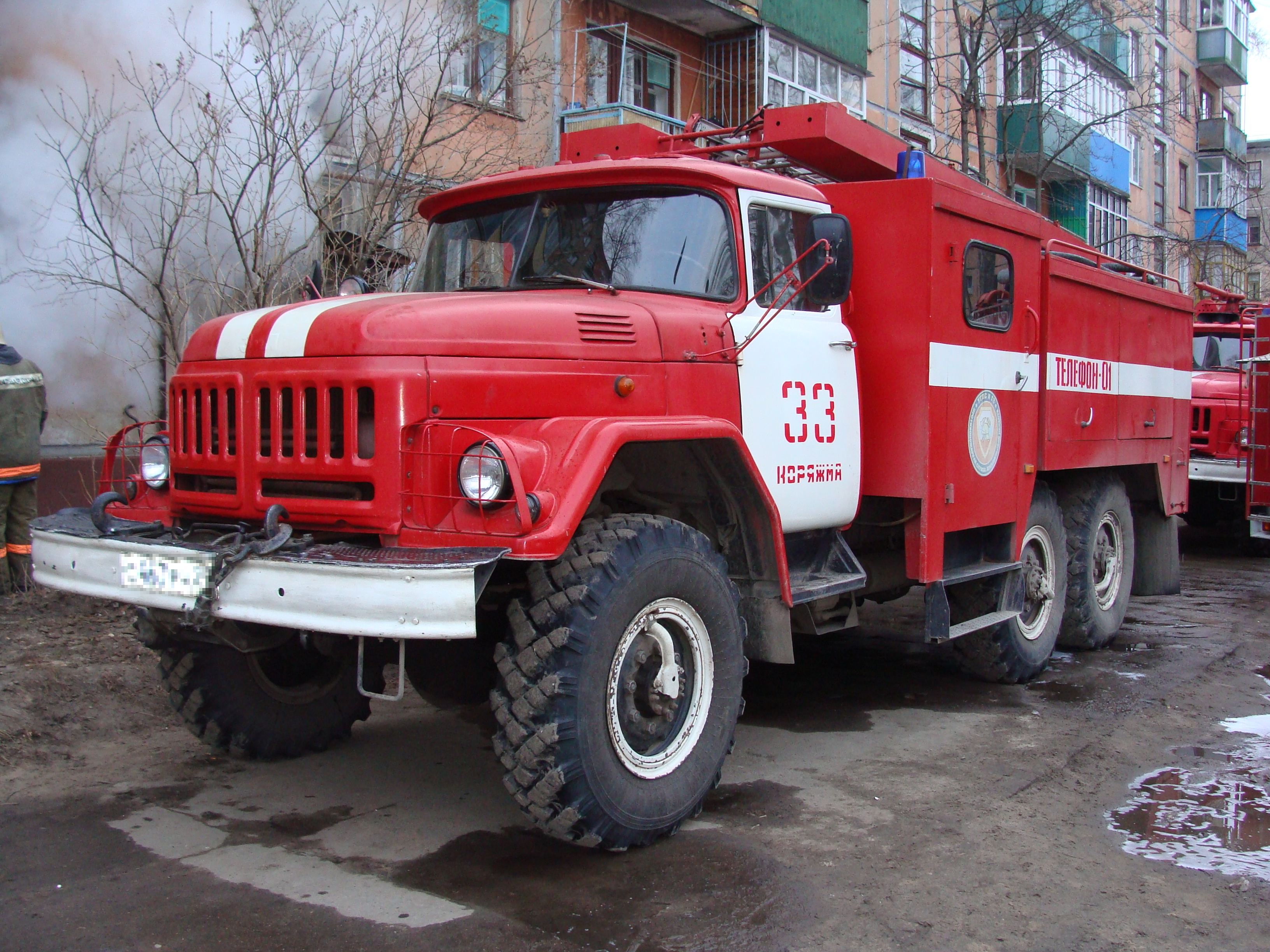
Пожарная автоцистерна АЦ-3,0-40(131)М9-АР-01 на шасси ЗИЛ-131 производства «Пожтехника-Поморье», Архангельск
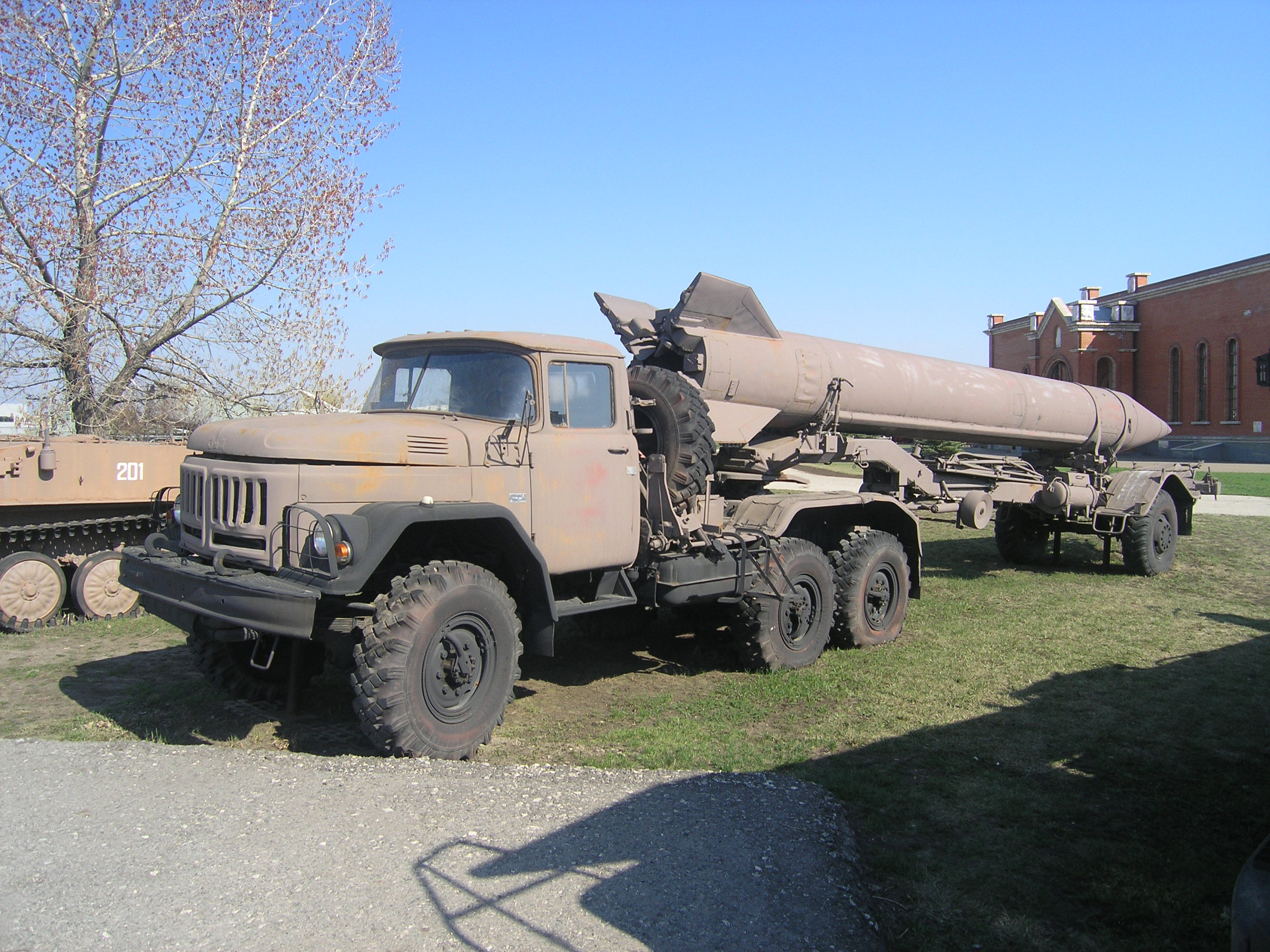
Транспортная машина 2Т3М на базе седельного тягача ЗИЛ-131В. Технический музей Тольятти
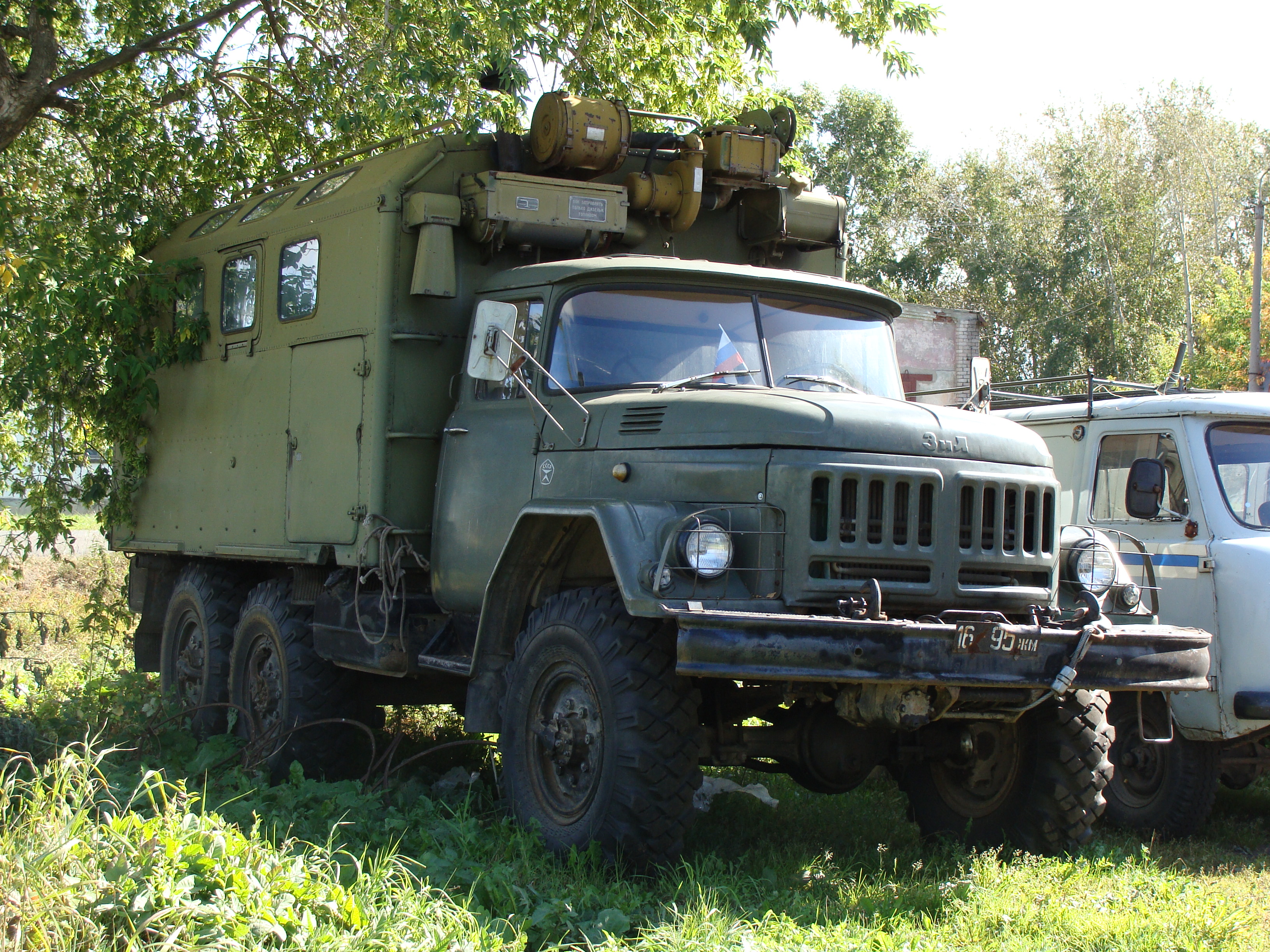
Автомобиль-мастерская МТО-АТ на шасси ЗИЛ-131
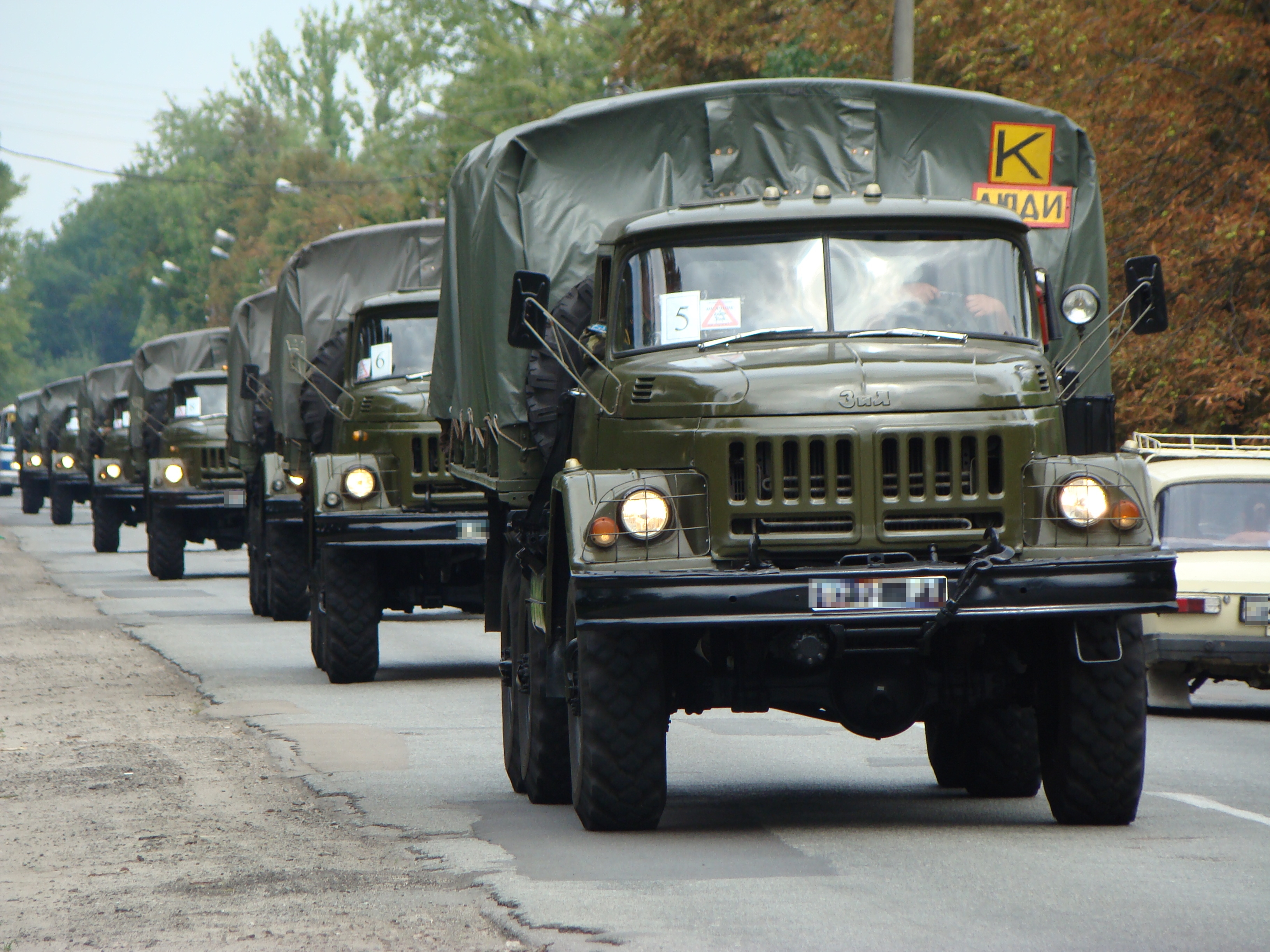
ЗИЛ-131 украинской армии (2009 год)
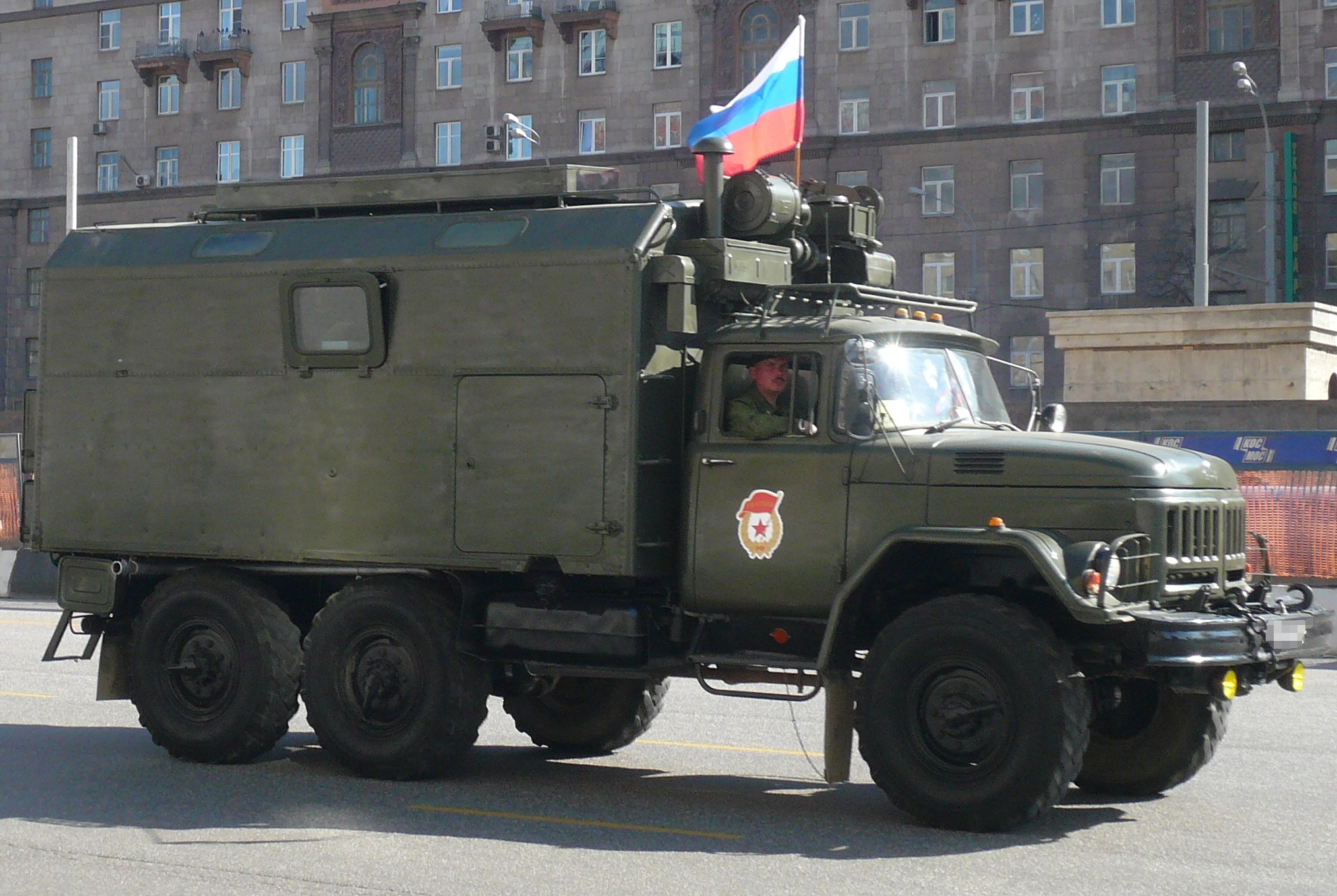
ЗИЛ-131 вооружённых сил России (2011 год)
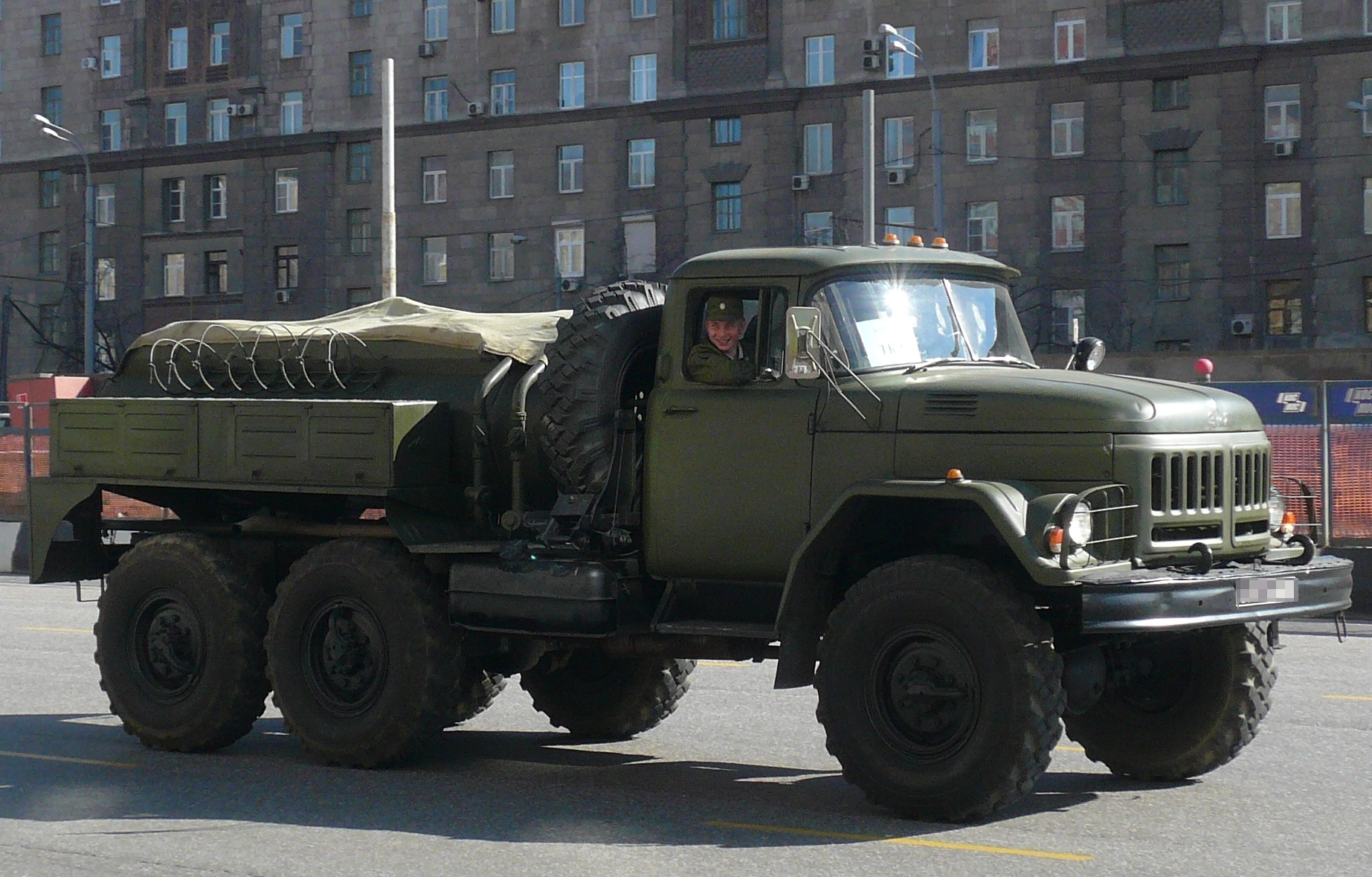
ЗИЛ-131. Вооружённые силы России
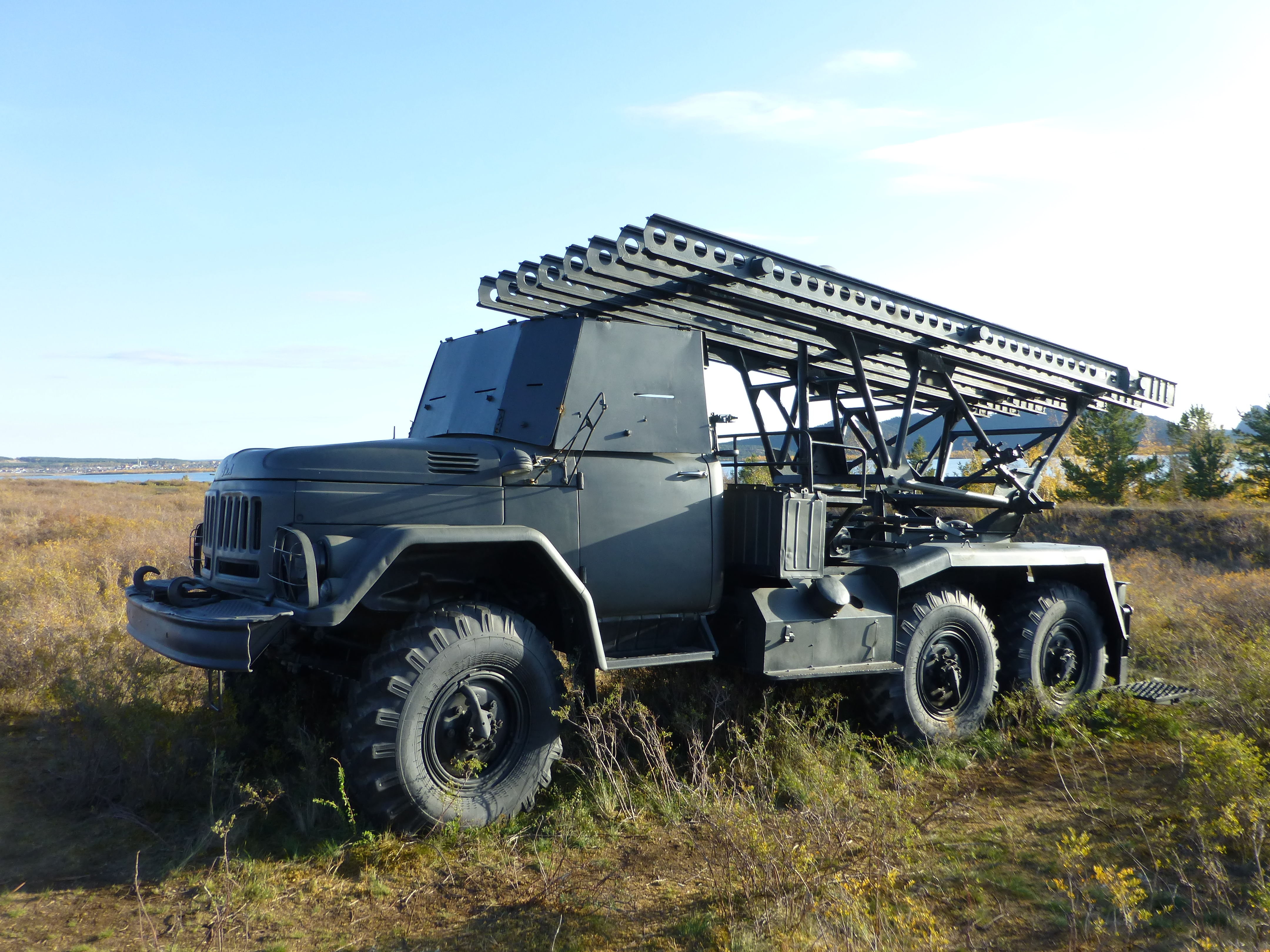
Изделие 2Б7Р (БМ-13НММ) на шасси ЗиЛ-131 — последняя модификация БМ-13. Музей военной техники. Казахстан
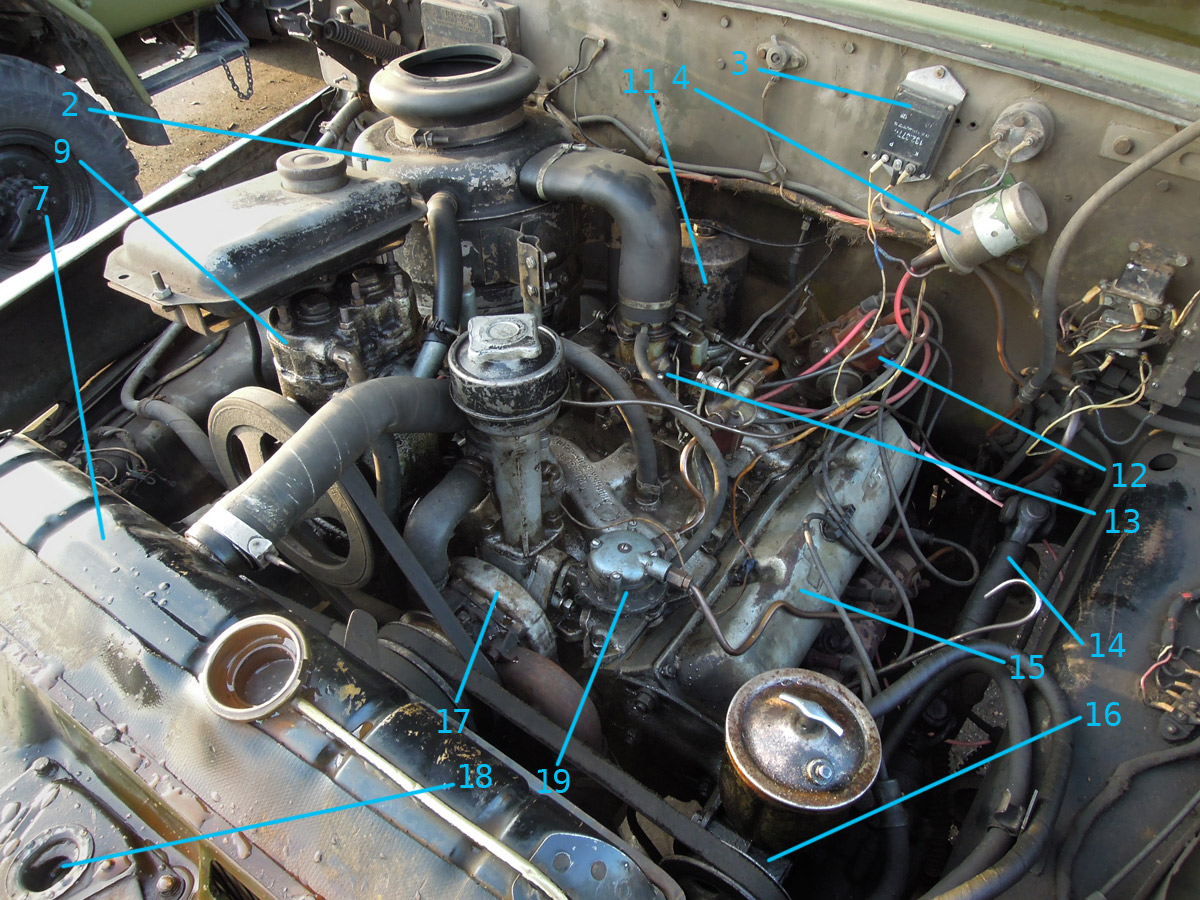
Вид на двигатель слева
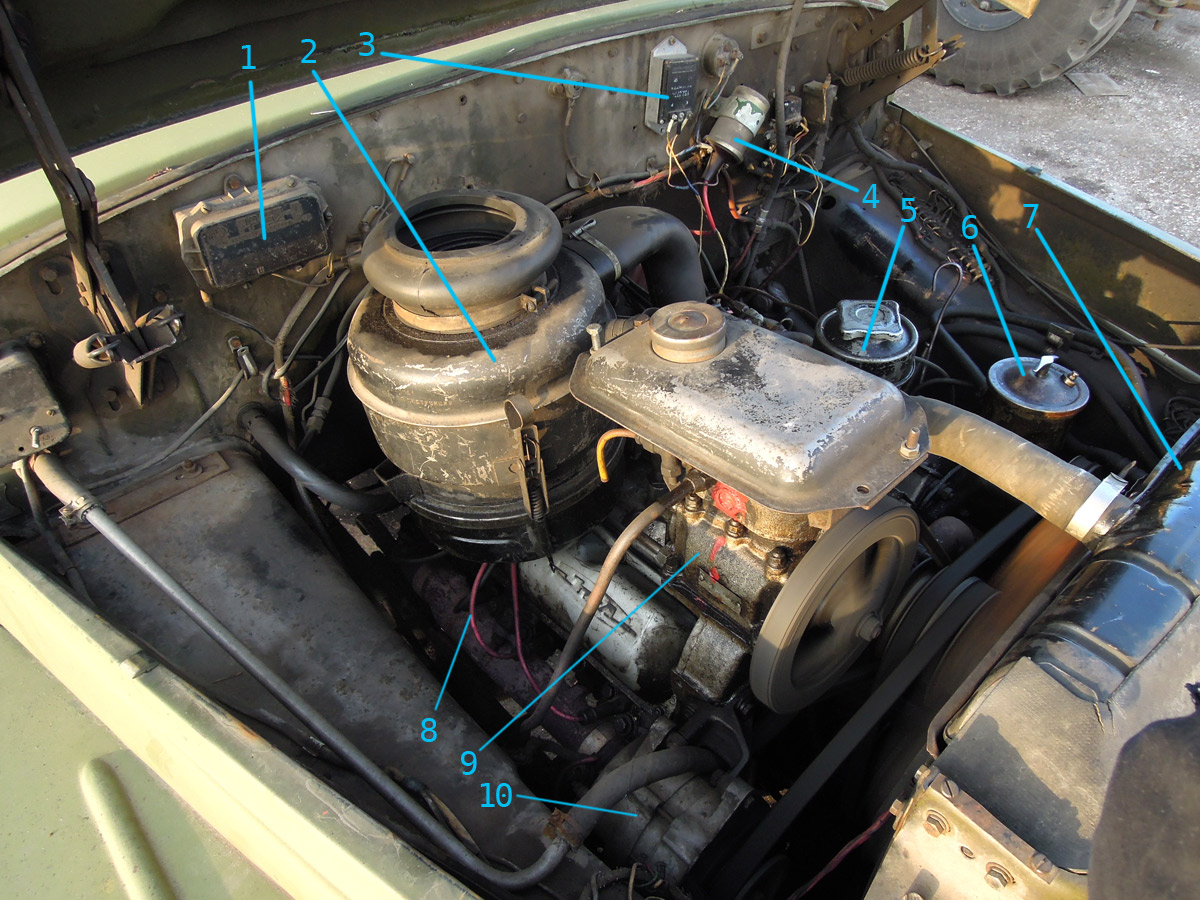
Вид на двигатель справа
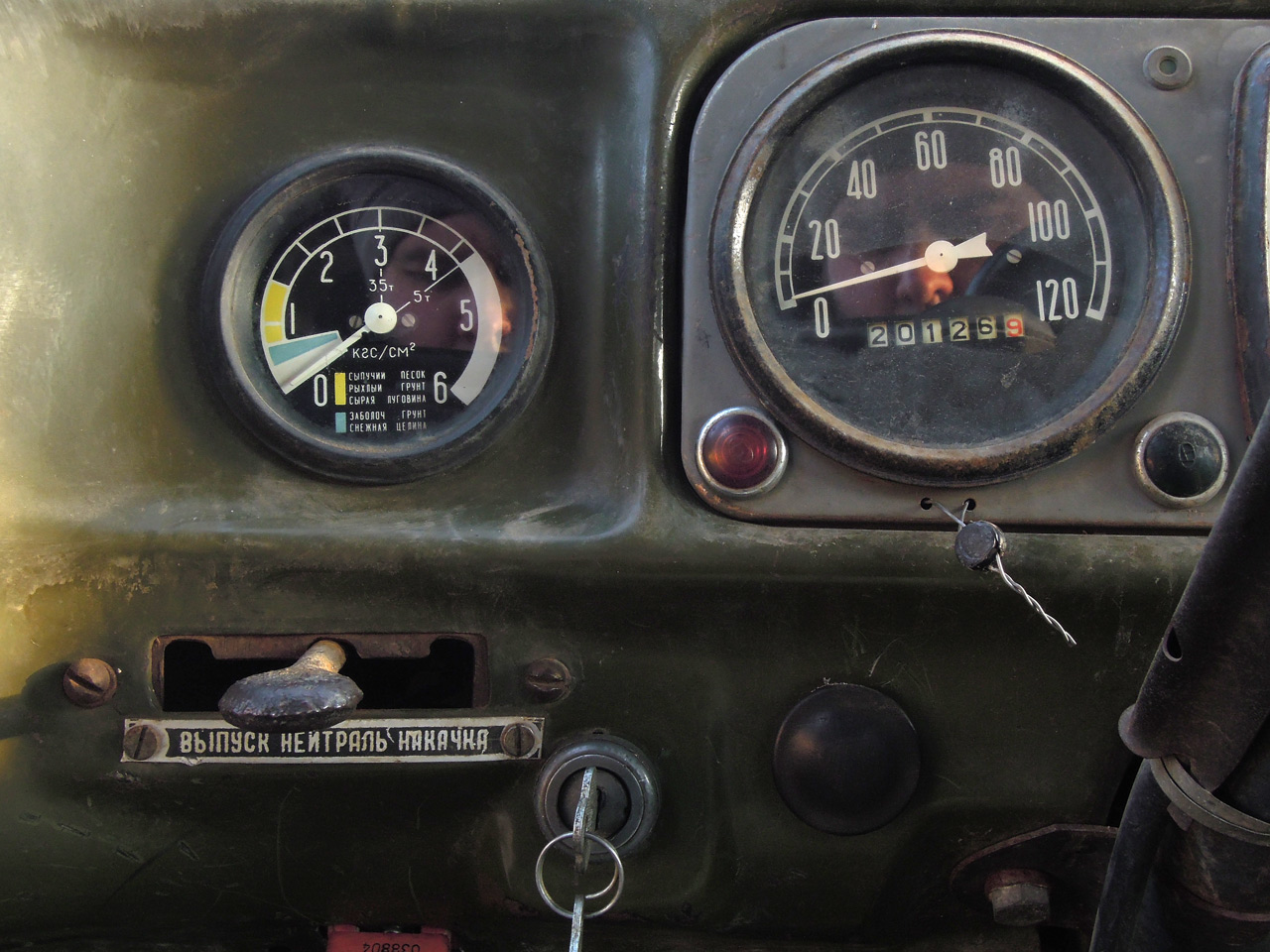
Манометр и кран регулирования давления воздуха в шинах, спидометр

## Серийные пожарные автомобили на базе ЗИЛ-131
- АЦ-40 (131), модель 137
- АЦ-40/3 (131С), модель 153
- АЦ-2,4-40 (131) 007-ИР
- АЦ-2,5-40 (131Н)-6ВР
- АЦ-3,0-40 (131)М9-АР-01
- АЦ4-10 (131)
- АР-2(131), модель 133
- АЛП-40 (131), модель 223
- АЛ-30 (131), модель ПМ-506
- ПНС-110 (131), модель 131
- АА-40 (131), модель 139
- АГВТ-100 (131), модель 141

## В сувенирной индустрии
- Масштабные модели автомобилей ЗИЛ-131 и его модификации (с тентом, цистерна, пожарная) в масштабе 1:43 выпускаются на казанском заводе «Элекон». Кроме того, китайской фирмой «Технопарк» выпускается ЗИЛ-131 в исполнениях «бортовой», «самосвал» и «автокран». На моделях от «Элекона» и «Технопарка» нет поворотных форточек на дверях. Украинская фирма ICM изготавливает сборные модели ЗИЛ-131 в масштабе 1:72, а с 2014 года также и в масштабе 1:35.
- В апреле 2013 года производитель SSM (Start Scale Models) предоставил модель бортового грузовика ЗИЛ-131 цвета хаки. Также этот производитель выпустил экспортный вариант бортового грузовика бежевого цвета.
- В конце 2014 года производитель «Автоистория» выпустил модель ЗИЛ-131 в пяти различных вариантах.